# انضمام (زبان‌شناسی)
انضمام یکی از فرایندهای نحوی و نیز واژه‌سازی است که در آن یک کلمه با کلمه‌ای دیگر که با آن ارتباط نحوی دارد (مثلاً فعل و مفعول آن)، کلمه مرکب می‌سازد. منضم شدن یکی از موضوع‌های فعل به آن، موجب تغییر ظرفیت فعل می‌شود.